# KrAZ-222
Der KrAZ-222 (ukrainisch КрАЗ-222) war ein schwerer dreiachsiger Lastkraftwagen des sowjetischen Herstellers KrAZ. Der Kipper war der erste im umgewidmeten KrAZ-Werk gebaute Lkw und wurde von 1959 bis 1966 produziert. Bis auf die Kühlerfigur handelt es sich um eine exakte Kopie des JaAZ-222 (russisch ЯАЗ-222), der im russischen Jaroslawski Awtomobilny Sawod entwickelt und dort bereits von 1957 bis 1959 in Serie gebaut worden war.
Der KrAZ-222 war Bestandteil einer größeren Fahrzeugfamilie. Basierend auf demselben Fahrgestell liefen auch Pritschenwagen (als KrAZ-219 bezeichnet), Sattelzugmaschinen (KrAZ-221) und Allradlastwagen (KrAZ-214) von den Bändern. Ab 1963 wurde der Kipper schrittweise durch den optisch kaum veränderten KrAZ-256B abgelöst, der noch bis in die 1990er-Jahre gebaut wurde.

## Fahrzeuggeschichte

Beifahrerseite mit Tank (2020)

Fahrzeug mit aufgerichteter Kippmulde (2020)

Frontansicht, man beachte das Kühlergitter vor den Lampen als typisches Merkmal der ersten KrAZ-Lastwagen (2020)

### Fertigung bei JaAZ
Das Jaroslawski Awtomobilny Sawod (kurz JaAZ) fertigte seit den frühen 1950er-Jahren schwere dreiachsige Lastkraftwagen. Um 1956 wurden die Fahrzeuge grundlegend überarbeitet und mit einem neuen Fahrerhaus ausgerüstet. Auf diese Weise entstand rund um den Pritschenwagen JaAZ-219 eine komplette Fahrzeugfamilie, die neben dem Kipper JaAZ-222 auch noch den allradgetriebenen JaAZ-214 und die Sattelzugmaschine JaAZ-221 umfasste.
Die Serienfertigung des JaAZ-222 begann 1957. Die folgende Tabelle zeigt die in Jaroslawl gebauten Stückzahlen für die Jahre 1957 bis 1959.
| 1957 | 1958 | 1959 | Summe |
| ---- | ---- | ---- | ----- |
| 18   | 1637 | 1325 | 2980  |

1958 wurde auf politischer Ebene beschlossen, dass das Werk fortan nur noch Motoren und Getriebe für andere Lastwagenhersteller in der UdSSR bauen sollte. Um dies zu verwirklichen, wurde die komplette Lastwagenproduktion im Laufe des Jahres 1959 nach Krementschuk zu KrAZ ausgelagert, wo bis zu diesem Zeitpunkt Brückenteile gefertigt worden waren. Mit knapp 3000 Exemplaren war der JaAZ-222 der mit Abstand am häufigsten gebaute Vertreter der Fahrzeugfamilie.

### Fertigung bei KrAZ
KrAZ begann bereits im Januar 1959 mit der Fertigung einzelner Komponenten für die Fahrzeuge. Die ersten beiden Lastwagen aus Krementschuk verließen die Fertigung im April 1959. Zu diesem Zeitpunkt wurden die KrAZ-222 noch von Hand montiert, erst im Mai wurde die Fließbandfertigung in Betrieb genommen. In den ersten Jahren wurden die Fahrzeuge teilweise mit dem Beinamen Dnepr (ukrainisch Дніпро) versehen, der sich auch auf einem Emblem seitlich an der Motorhaube fand. Diese Plaketten wurden später ersatzlos abgeschafft.
Im Zuge der Produktionsverlagerung gab es am Lastwagen ansonsten kaum Veränderungen. Das ursprünglich beim JaAZ-214 neu eingeführte Fahrerhaus mit eckigem Kühlergitter blieb erhalten. Der Motor war auch weiterhin der Reihensechszylinder-Zweitakt-Dieselmotor vom Typ JaAZ-M206, der vom nun in Jaroslawski Motorny Sawod umbenannten Werk in Jaroslawl zugeliefert wurde. Wie zuvor wurde eine pneumatische Lenkunterstützung eingebaut. Einzige optische Änderung war, dass die Kühlerfigur (der für die Fahrzeuge aus Jaroslawl typische Bär) verschwand und das Emblem am Kühler durch das von KrAZ ersetzt wurde.
Wie die anderen Modelle der Fahrzeugfamilie auch wurde der Kipper um 1963 überarbeitet. Die so entstandene Version wurde als KrAZ-222B bezeichnet, die Angaben darüber, welche Änderungen genau erfolgten sind widersprüchlich. Möglicherweise erhöhte sich die Zuladung von 10 auf 11 Tonnen. Außerdem wurde wahrscheinlich die Bordspannung von 12 auf 24 V heraufgesetzt, die Federung an der Vorderachse überarbeitet und auch der Motor im Detail verbessert.
Der KrAZ-222B wurde bis 1966 gebaut und anschließend durch den KrAZ-256B mit neuem V8-Viertakt-Dieselmotor und höherer Nutzlast abgelöst. Insgesamt fertigte KrAZ in den sieben Jahren 11.630 KrAZ-222 aller Versionen. Der Lkw kostete neu während der gesamten Bauzeit 6470 sowjetische Rubel, das Jahreseinkommen eines sowjetischen Arbeiters betrug zu dieser Zeit durchschnittlich knapp 1000 Rubel.
Der KrAZ-222 wurde in allen Ausführungen hauptsächlich zivil genutzt. Er befand sich bei nahezu allen großen sowjetischen Bauprojekten jener Zeit im Einsatz. Bei der Sowjetarmee diente er nur in kleinen Stückzahlen bei den Pioniertruppen. Dort wurden vor allem die allradgetriebenen JaAZ-214 und KrAZ-214 als Trägerfahrzeuge für diverse waffentechnische Ausrüstung genutzt.
Seit 1964 wurden in der nordkoreanischen Sungri-Motorenfabrik Nachbauten des KrAZ-222 gefertigt. Das Projekt war als sowjetische Entwicklungshilfe gedacht und offiziell genehmigt. Die als Sungri 64 bezeichneten Lkw gab es in verschiedenen Versionen, unter anderem auch als Zweiachs-Kipper mit 7,5 Tonnen Nutzlast, wie sie bei KrAZ nie produziert wurden. In der Serienfertigung entsprachen die Lastwagen weitgehend dem späteren KrAZ-256B.

## Technische Daten
Für den KrAZ-222B mit Stand ca. 1965.
- Motor: Reihen-Sechszylinder-Zweitakt-Dieselmotor mit Direkteinspritzung
- Motortyp: JaAZ-M206I
- Leistung: 180 PS (132 kW) bei 2000 min−1
- Hubraum: 6,97 l
- Bohrung: 108 mm
- Hub: 127 mm
- Kompression: 17:1
- Drehmoment: 706 Nm bei 1200 min−1
- Zündfolge: 1–5–3–6–2–4
- Kupplung: Einscheibentrockenkupplung
- Getriebe: Schaltgetriebe, 5 Vorwärtsgänge, 1 Rückwärtsgang, erster Gang unsynchronisiert
- Verteilergetriebe: zweistufig, Untersetzungen 1,32:1 und 2,28:1
- Treibstoffverbrauch: 60 l/100 km, bei 30–40 km/h
- Treibstoffvorrat: 225 l
- Höchstgeschwindigkeit: 47 km/h
- Bordspannung: 24 V
- Batterien: Typ 6-ST-128, 4 Stück
- Lichtmaschine: G-107, 16 A, 450 W
- Anlasser: ST-103, 7 PS
- Sitzplätze: 3
- Lenkunterstützung: pneumatisch
- Antriebsformel: 6×4

Abmessungen und Gewichte
- Länge: 8190 mm
- Breite: 2650 mm
- Höhe: 2780 mm
- Radstand: 4080 + 700 mm
- Spurweite: 1950 mm vorne, 1920 mm hinten (Doppelbereifung)
- Bodenfreiheit: 290 mm
- vorderer Überhang: 1005 mm
- Wendekreis: 22,4 m, gemessen am Kotflügel
- Leergewicht: 12.050 kg
- Zuladung: 10.000 kg (+150 kg in der Kabine)*
- zulässiges Gesamtgewicht: 22.200 kg
- Achslast vorne
  - unbeladen: 4050 kg
  - beladen: 4730 kg
- Achslast hinten (Doppelachse)
  - unbeladen: 8000 kg
  - beladen: 17.470 kg
- Inhalt Kippmulde: 8,0 m³
- Innenmaße Kippmulde am oberen Rand: 4585 × 2430 mm
- maximaler Kippwinkel: 60°
- Reifendimension: 12,00-20" Niederdruckreifen
- Reifendruck: 5,0 bar (vorne) und 5,5 bar (hinten)

* Einige Quellen geben für den KrAZ-222B auch eine Zuladung von 11.000 kg an, entsprechend erhöhen sich auch das zulässige Gesamtgewicht um 1000 kg und die Achslasten im beladenen Zustand.